# Сан Бернардино
Сан Бернардино (енгл. San Bernardino) град је у америчкој савезној држави Калифорнија. По попису становништва из 2010. у њему је живело 209.924 становника.

## Географија

### Клима
| Клима (Сан Бернардино) | Клима (Сан Бернардино) | Клима (Сан Бернардино) | Клима (Сан Бернардино) | Клима (Сан Бернардино) | Клима (Сан Бернардино) | Клима (Сан Бернардино) | Клима (Сан Бернардино) | Клима (Сан Бернардино) | Клима (Сан Бернардино) | Клима (Сан Бернардино) | Клима (Сан Бернардино) | Клима (Сан Бернардино) | Клима (Сан Бернардино) |
| Показатељ \ Месец      | .Јан.                  | .Феб.                  | .Мар.                  | .Апр.                  | .Мај.                  | .Јун.                  | .Јул.                  | .Авг.                  | .Сеп.                  | .Окт.                  | .Нов.                  | .Дец.                  | .Год.                  |
| ---------------------- | ---------------------- | ---------------------- | ---------------------- | ---------------------- | ---------------------- | ---------------------- | ---------------------- | ---------------------- | ---------------------- | ---------------------- | ---------------------- | ---------------------- | ---------------------- |
| [ тражи се извор ]     |                        |                        |                        |                        |                        |                        |                        |                        |                        |                        |                        |                        |                        |

## Демографија
Према попису становништва из 2010. у граду је живело 209.924 становника, што је 24.523 (13,2%) становника више него 2000. године.
|                   | 2010.            | 2000.            |
| Укупно            | 209 924 (100,0%) | 185 401 (100,0%) |
| Хиспаноамериканци | 125 994 (60,02%) | 88 022 (47,48%)  |
| Белци             | 39 977 (19,04%)  | 53 630 (28,93%)  |
| Афроамериканци    | 31 582 (15,04%)  | 30 425 (16,41%)  |
| Азијати           | 8 454 (4,027%)   | 7 772 (4,192%)   |
| Остали            | 3 917 (1,866%)   | 5 552 (2,995%)   |

## Партнерски градови
- Херцлија
- Виљаермоса
- Goyang
- Ife
- Roxas
- Тачикава
- Тауранга
- Yushu
- Заволжје